# 이케다정 (기후현)
이케다정(일본어: 池田町)은 일본 기후현 이비군의 정이다.

## 지리
정의 동쪽은 이비강이 흐르고 서쪽은 산지를 이룬다.

## 역사
- 1954년 - 정으로 승격해 온치촌이 이케다정이 되었다.
- 1955년 - 이케다정, 야와타촌, 미야지촌이 합병해 이케다정이 되었다.
- 1956년 - 야기촌의 일부가 이케다정에 편입되었다.

## 교통

### 철도
- 요로 철도 요로선

### 도로
- 국도 417호선